# Arbeitsgemeinschaft Hamburger Pfadfinder*innenverbände
Die Arbeitsgemeinschaft Hamburger Pfadfinder*innenverbände e.V. (AHP, bis 2022 Arbeitsgemeinschaft Hamburger Pfadfinderverbände) ist eine Arbeitsgemeinschaft mehrerer in Hamburg ansässiger Pfadfinderverbände. Der 1971 gegründete Verein dient zur Förderung der Verständigung unterhalb der verschiedenen Pfadfinderverbände in Hamburg und als gemeinsame Interessenvertretung gegenüber Ämtern und im Landesjugendring. Eine weitere Aufgabe liegt in der Öffentlichkeitsarbeit.
Der interkonfessionell und parteipolitisch unabhängige Verein ist deutschlandweit einzigartig, da nur hier alle Pfadfinderverbände in einer Arbeitsgemeinschaft an einem Tisch sitzen – egal ob politischer, konfessioneller oder freier Pfadfinderbund.

## Mitglieder
(Quelle: )
- der Bund der Pfadfinder*innen Landesverband SH/HH (BdP)
- der Bund Christlicher Gemeinde-Pfadfinder*innen (CGP)
- die Christliche Pfadfinderschaft der Adventsjugend (CPA)
- die Christliche Pfadfinderschaft Deutschlands (CPD)
- der Deutsche Pfadfinderbund Hamburg (DPBH)
- der Diözesanverband Hamburg der Deutschen Pfadfinder*innenschaft Sankt Georg (DPSG)
- der Pfadfinder*innenbund Nord (PBN)
- der Pfadfinder & Pfadfinderinnenbund Nordlicht (PB Nordlicht)
- die Pfadfinderschaft der FEG (PdF)
- der Verband Christlicher Pfadfinder*innen (VCP)
- die Christliche Pfadfinderschaft Royal Ranger (RR)